# Sonate voor violoncello en basso continuo nr. 9 (Vivaldi)
Sonate voor violoncello en basso continuo nr. 9 is een compositie van de Italiaanse componist Antonio Vivaldi. De compositie is geschreven in de toonsoort G mineur. Het Ryom-Verzeichnisnummer is 42.
De compositie bestaat uit vier delen:
1. Largo
2. Andante
3. Largo
4. Allegro

nr. 1 in Bes majeur · nr. 2 in F majeur · nr. 3 in a mineur · nr. 4 in Bes majeur · nr. 5 in e mineur · nr. 6 in Bes majeur · nr. 7 in a mineur · nr. 8 in Es majeur · nr. 9 in g mineur · RV 38, verloren gegaan